# أستراليا في الألعاب الأولمبية الصيفية 2016
نافست أستراليا في دورة الألعاب الأولمبية الصيفية 2016 في ريو دي جانيرو، البرازيل، من 05-21 أغسطس 2016. ظهر الرياضيين الأستراليين في كل دورة من دورات الألعاب الأولمبية الصيفية في العصر الحديث، إلى جانب بريطانيا واليونان وسويسرا.